# Patrimonium

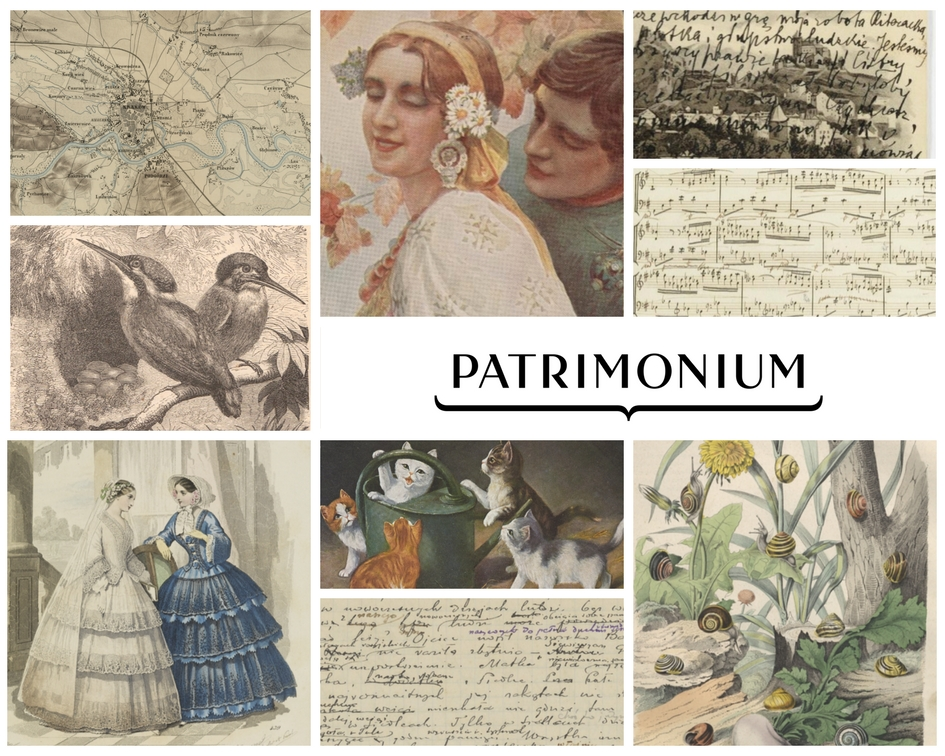
Kolaż z obiektów zdigitalizowanych w ramach „Patrimonium” wraz z logotypem projektu

Patrimonium – projekt digitalizacji i udostępniania polskiego dziedzictwa narodowego ze zbiorów Biblioteki Narodowej oraz Biblioteki Jagiellońskiej.

## Idea
Projekt powstał z inicjatywy Biblioteki Narodowej, która od wielu lat prowadzi działania związane z digitalizacją oraz udostępnianiem swoich zasobów w postaci elektronicznej. Realizacja przedsięwzięcia pozwoli na znaczny pod względem ilościowym i jakościowym postęp w zdalnym dostępie przez Internet do zasobów piśmiennictwa polskiego.
„Patrimonium” to projekt łączący unikatowe w skali kraju kolekcje narodowej książnicy i najstarszej uniwersyteckiej biblioteki w Polsce. Wyjątkowa wartość historyczna tych zbiorów i ich ważne miejsce w kulturze sprawiły, że stanowią one trzon Narodowego Zasobu Bibliotecznego i – zgodnie z Rozporządzeniem Ministra Kultury i Dziedzictwa Narodowego z 4 lipca 2012 r. – podlegają szczególnej ochronie konserwatorskiej. Proces digitalizacji najcenniejszych obiektów ze zbiorów obu instytucji pozwoli na sukcesywne wycofywanie z użytkowania bezcennych oryginałów na rzecz kopii cyfrowych. Udostępnienie zdigitalizowanych zasobów nastąpi za pośrednictwem biblioteki cyfrowej Polona, której interfejs graficzny zostanie dodatkowo rozbudowany. Równolegle obiekty z Biblioteki Jagiellońskiej publikowane są także w Jagiellońskiej Bibliotece Cyfrowej (JBC).

## Edycje

### Patrimonium – digitalizacja i udostępnienie polskiego dziedzictwa narodowego ze zbiorów Biblioteki Narodowej oraz Biblioteki Jagiellońskiej
Projekt digitalizacyjny zrealizowany został w latach 2017–2020. Jego głównym celem było zapewnienia szerokiego i bezpłatnego dostępu do najcenniejszych i najstarszych zabytków piśmiennictwa polskiego dwóch największych bibliotek w Polsce (Biblioteki Narodowej oraz Biblioteki Jagiellońskiej). Projekt zrealizowany został dzięki dofinansowaniu ze środków Europejskiego Funduszu Rozwoju Regionalnego w ramach działania 2.3.2 „Cyfrowe udostępnianie zasobów kultury” Programu Operacyjnego Polska Cyfrowa 2014–2020 oraz Ministra Kultury i Dziedzictwa Narodowego. Całkowita wartość projektu wyniosła 99 636 239 zł.
W ramach projektu zdigitalizowanych i udostępnionych zostało ponad milion obiektów: 652 tysięcy z zasobów Biblioteki Narodowej oraz 348 tysięcy ze zbiorów Biblioteki Jagiellońskiej. Wśród zbiorów znalazły się: rękopisy, mapy, nuty, rysunki i grafiki, a także książki z XIX i XX w. Największą grupę zdigitalizowanych obiektów stanowiły czasopisma oraz druki ulotne z XVIII–XX w., bardzo często zachowane tylko w jednym egzemplarzu. Listy obiektów planowanych do digitalizacji w projekcie „Patrimonium” udostępniane są na stronie projektu. Wszystkie obiekty wybrane do projektu należą do domeny publicznej, co pozwala na ich nieograniczone wykorzystanie w celach naukowych, edukacyjnych, artystycznych, a także komercyjnych.

### Patrimonium – zabytki piśmiennictwa
Kontynuacja projektu, określana jako „Patrimonium – zabytki piśmiennictwa”, przewidywana jest na lata 2020–2022. W ramach tej edycji zostanie zdigitalizowanych i udostępnionych w bibliotece Polona ponad 140 tysięcy obiektów cyfrowych ze zbiorów specjalnych Biblioteki Narodowej i Biblioteki Jagiellońskiej (w tym najważniejsze zabytki Narodowego Zasobu Bibliotecznego). Wartość projektu wynosi 33 604 886,59 zł, z czego 84,63% stanowi dofinansowanie z Europejskiego Funduszu Rozwoju Regionalnego w ramach II Osi priorytetowej Programu Operacyjnego Polska Cyfrowa – działanie „Cyfrowa dostępność i użyteczność sektora publicznego”, poddziałanie 2.3.2 „Cyfrowe udostępnienie zasobów kultury”, zaś pozostała część dofinansowana jest ze środków Ministra Kultury i Dziedzictwa Narodowego.